# Centro Popular de Cultura
O Centro Popular de Cultura (CPC) foi uma organização associada à União Nacional de Estudantes (UNE). Foi criado em 1962 no Rio de Janeiro, no Brasil. Foi extinto pelo Golpe militar no Brasil em 1964.
Um grupo de intelectuais de esquerda, com o objetivo de criar e divulgar uma "arte popular revolucionária", reuniu artistas de diversas áreas, como teatro, música, cinema, literatura e artes plásticas, para defender o caráter coletivo e didático da obra de arte, bem como o engajamento político do artista.
Seus fundamentos e objetivos foram definidos no Anteprojeto do Manifesto do Centro Popular de Cultura , redigido pelo seu primeiro diretor, o sociólogo Carlos Estevam Martins, em março de 1962, reafirmado em agosto do mesmo ano. Segundo o manifesto, a arte do povo é "de ingênua consciência", sem outra função que "a de satisfazer necessidades lúdicas e de ornamento". Através da adequação da produção artística à "sintaxe das massas", o CPC "pretendia tirá-las da alienação e da submissão."
Dentre as ideias desse Manifesto, podem-se destacar:
- a concepção de que "fora da arte política não há arte popular";
- a crença de que seria dever do homem brasileiro: "entender urgentemente o mundo em que vive" para "romper os limites da presente situação material opressora" e de que se deveria: combater o "hermetismo da arte alienada em nome de uma arte popular revolucionária" e de que a arte somente deveria ir para "onde o povo consiga acompanhá-la, entendê-la e servir-se dela[2]."

Além de Carlos Estevam, constituíram, o núcleo formador do CPC, o dramaturgo Oduvaldo Viana Filho, o cineasta Leon Hirszman e o músico Carlos Lyra, que logo atraíram: Edu Lobo, Nara Leão, Ruy Guerra, Sérgio Ricardo e Geraldo Vandré. Em 1964, logo após o golpe militar, o CPC foi fechado pelas autoridades, naquele momento, três nomes integraram a direção do CPC: Carlos Estevam, Carlos Diegues e Ferreira Gullar.
À época, o Partido Comunista Brasileiro ocupava lugar de destaque no área cultural, tendo muitos jornalistas, artistas e profissionais liberais como seus filiados, além de entidades como a própria UNE. Durante sua breve existência, o CPC promoveu a encenação de peças de teatro em portas de fábricas, nos sindicatos e nas ruas de várias cidades e em áreas rurais do Brasil. O contexto era de forte mobilização política, com expansão das organizações de trabalhadores. Assim, os temas do debate político rebatiam diretamente na produção cultural.
Entre as principais peças teatrais montadas pelo CPC, podem-se citar: o "Auto dos 99%", o "Auto dos cassetetes" e o "Auto do tutu está no fim". Como contribuição ao cinema nacional, pode-se citar a realização do longa-metragem "Cinco vezes favela". No campo musical, merece destaque a gravação do disco: "O povo canta". Dentre as publicações impressas, merece destaque: "Cadernos do povo brasileiro" e, a partir de 1963, a coleção de livros de poemas intitulada: "Violão de rua". Também foram ainda ministrados cursos de teatro, cinema, artes visuais e filosofia.
No entanto, a proposta do CPC diferia da posição das vanguardas artísticas dos anos 1950 (tais como o concretismo), que defendiam o diálogo com a técnica e a indústria. Os artistas ligados ao CPC recusavam-se a considerar a arte como "uma ilha incomunicável e independente dos processos materiais". Acreditavam que toda manifestação cultural deveria ser compreendida exatamente "sob a luz de suas relações com a base material", combatendo o hermetismo da arte: "nossa arte só irá onde o povo consiga acompanhá-la, entendê-la e servir-se dela."

## Origens
Segundo Carlos Estevam Martins, a ideia do CPC nasceu no interior do grupo paulistano Teatro de Arena, durante a temporada no Rio de Janeiro das peças "Eles Não Usam Black-Tie", de Gianfrancesco Guarnieri, e "Chapetuba F.C.", de Oduvaldo Vianna Filho. Alguns integrantes do Arena, insatisfeitos com o próprio grupo, que continuava a fazer um "teatro de classe média", levaram, à montagem, "A Mais Valia Vai Acabar, seu Edgar", de Oduvaldo Vianna Filho e Chico de Assis, com música de Carlos Lyra, peça de forte caráter didático encenada no Teatro da Faculdade Nacional de Arquitetura, no Rio de Janeiro, em 1960. Carlos Estevam, então sociólogo do Instituto Superior de Estudos Brasileiros, foi convidado a participar da concepção da peça para que desse uma "explicação científica e didática da mais-valia", conceito integrante da teoria marxista.
O grupo organiza, em seguida, um curso de filosofia, com José Américo Pessanha, em auditório cedido pela UNE. Os debates ao longo do curso dão forma à ideia do CPC, que também se inspirou em outras experiências, sobretudo a do Movimento de Cultura Popular - MCP, ligado ao governo municipal do Recife, fundado por Ariano Suassuna, Hermilo Borba Filho, Paulo Freire, Francisco Brennand e outros, O MPC desenvolvia um programa pedagógico centrado principalmente nas artes cênicas, com a participação de José Wilker
Entre dezembro de 1961 e dezembro de 1962, o CPC produziu as peças "Eles não usam black-tie", de Guarnieri, e "A Vez da Recusa", de Carlos Estevam; o filme "Cinco Vezes Favela", composto por cinco episódios, com a direção de Joaquim Pedro de Andrade, de Marcos Faria, Cacá Diegues, Miguel Borges e Leon Hirszman. Publicou a coleção "Cadernos do Povo" e a série "Violão de Rua', das quais participaram Moacir Félix, Geir Campos e Ferreira Gullar. Promoveu também a venda de livros a preços populares, e foi pioneiro na realização de filmes autofinanciados. A coleção "Cadernos Brasileiros" e a "Revista Civilização Brasileira", editadas por Ênio Silveira, e a "História Nova", organizada por Nelson Werneck Sodré, sugerem a intensa colaboração entre o Instituto Superior de Estudos Brasileiros e o CPC.
Realizou, também, cursos de teatro, cinema, artes visuais, filosofia e a "UNE-Volante", um grupo itinerante que realizava excursões pelas capitais do país para contatos com as bases universitárias, operárias e camponesas. Apesar da tentativa de descentralização para outras regiões do país -em Itajubá MG e em Belo Horizonte, por exemplo, onde atuava o poeta Affonso Romano de Sant'Anna, e no Nordeste, onde o ator José Wilker participava das atividades teatrais - o CPC permaneceu muito concentrado no Rio de Janeiro. Mesmo as tentativas de trazer o CPC para São Paulo fracassaram, segundo depoimentos, em razão da hegemonia exercida na cidade pelo Teatro de Arena.
As oficinas de literatura de cordel contaram com a participação de Félix de Athayde e de Ferreira Gullar. O projeto do teatro de rua, de Carlos Vereza e João das Neves, assim como o teatro camponês, de Joel Barcelos, pretendiam levar a arte ao povo, nos locais de trabalho, moradia e lazer. O CPC promoveu, ainda, feiras de livros acompanhadas de shows de música - para os quais convidaram os "sambistas do morro", então desconhecidos do público, como Zé Kéti, Nelson Cavaquinho e Cartola. Posteriormente, contaram também com a adesão de Vinícius de Moraes, autor do hino da UNE, e Paulo Francis, que dava aulas de teatro no CPC.
Nas artes plásticas, de menor destaque, colaboraram Júlio Vieira, Eurico Abreu e Carlos Scliar.
Apesar do fechamento do CPC, e da prisão ou exílio de artistas e intelectuais ligados a ele, suas propostas influenciaram iniciativas posteriores, como o célebre show Opinião, de Oduvaldo Vianna Filho, Armando Costa e Paulo Pontes, realizado no final de 1964, reunindo Zé Kéti, João do Vale, Nara Leão e, depois, Maria Bethania.

## Crítica
Nos anos posteriores, sobretudo a partir da década de 1980, a revisão das atividades do Centro Popular de Cultura frequentemente caracterizou-as como dogmáticas, sectárias e simplistas. A discussão entre as esquerdas no período 1961-1964 acerca do engajamento artístico, da cultura popular e da função social da arte foram assim reduzidas à relação entre nacionalismo e populismo, enfatizada por Francisco Weffort, Octávio Ianni e outros. De todo modo, a efervescência cultural da época teve, no CPC, um importante polo gerador, apesar dos eventuais equívocos de suas propostas ou da heterogeneidade das suas produções artístico-culturais. Apesar de efêmera, a trajetória do CPC é necessária para compreensão do debate ideológico-cultural da época e das utopias da geração 1960.
Suas percepções acerca dos vínculos entre arte e política, bem como da possibilidade de uma estética nacional e popular certamente contribuíram (assim como a análise crítica do período) para delinear as características da produção cultural brasileira nas décadas seguintes.

## Ligações Externas
- Memória do movimento estudantil
- O Centro Popular de Cultura da UNE: reflexo da radicalização política dos anos 1960, texto no sítio do Partido da Causa Operária
- Gravação integral da comédia Auto dos 99%, de Oduvaldo Viana Filho, Armando Costa, Carlos Estevam Martins, Cecil Thiré e Marco Aurélio Garcia, produzida pelo Centro de Popular de Cultura.